# Cassia leucocephala
Cassia leucocephala là một loài thực vật có hoa trong họ Đậu. Loài này được Sensu Bailey miêu tả khoa học đầu tiên.